# Stopień (kąt)

Radiany i stopnie

Stopień – jednostka miary kąta płaskiego, równa 1/360 kąta pełnego, czyli 1/90 kąta prostego. Oznaczana jest przez 1°, spotyka się również oznaczenie 1 deg. Nie jest jednostką układu SI.
Dzieli się na 60 minut kątowych, 3600 sekund, 216 000 tercji i 12 960 000 kwart.
1° = (π/180) rad = 60′ = 3600″ = 216 000‴ = 12 960 000⁗ ≈ 17,453 tysiącznej.
W typografii cyfrowej stopień oznaczany jest znakiem o numerze unikodowym U+00B0 DEGREE SIGN.